# Linia kolejowa Oldenburg – Leer
Linia kolejowa Oldenburg – Leer – jednotorowa, zelektryfikowana linia kolejowa o długości 55,0 km położona w kraju związkowym Dolna Saksonia.
Linia została oddana do użytku 15 czerwca 1869 roku przez Großherzoglich Oldenburgische Staatseisenbahn. W 1992 roku linia została zelektryfikowana. W krajowym planie transportowym przewidziano modernizację trasy z jednoczesną dobudową drugiego toru, jednak planów dotychczas nie zrealizowano. Koleje holenderskie mają w planach uruchomienie pociągów z Groningen do Bremy o czasie przejazdu zbliżonym do dwóch godzin, które kursowałyby przez Leer i Oldenburg. Od grudnia 2013 roku po linii kursują ponownie w dwugodzinnym takcie pociągi Intercity, których uruchomienie było możliwe dzięki podpisaniu dziewięcioletniej umowy pomiędzy Dolną Saksonią a DB Fernverkehr. Przewoźnik kolejowy jest zobowiązany honorować w swoich pociągach na odcinku Bremen–Emden–Norddeich bilety komunikacji podmiejskiej oraz obsługiwać połączenia zmodernizowanymi pociągami, za co otrzymuje rekompensatę pieniężną. Wspólnie ze składami Regional-Express kursujące pociągi tworzą takt godzinny. Od grudnia 2010 roku na odcinku Oldenburg – Bad Zwischenahn kursuje S-Bahn w Bremie. 14 czerwca 2015 roku w okolicy Uniwersytetu w Oldenburgu został oddany do użytku nowy przystanek Oldenburg-Wechloy.